# مارك إن. ويجمان
مارك إن. ويجمان (بالإنجليزية: Mark N. Wegman)‏ (و. القرن 20  م) هو عالم حاسوب، ومهندس أمريكي، هو عضوٌ في معهد مهندسي الكهرباء والإلكترونيات.

## جوائز
حصل على جوائز منها:
- جائزة الإنجاز في مجال لغات البرمجة ‏ (2006)
- زمالة رابطة مكائن الحوسبة  [لغات أخرى]‏ (1996)
- زمالة جمعية للآلات البرمجية
- زميل آي بي إم
- زمالة معهد مهندسي الكهرباء والإلكترونيات